# Fontanina delle Tiare
Fontanina delle Tiare är en fontän vid Largo del Colonnato vid Petersplatsen i Rione Borgo i Rom. Fontänen utfördes av Pietro Lombardi och invigdes år 1927. Den förses med vatten från Acqua Angelica.

## Beskrivning
År 1925 beställde Governatorato di Roma nio rione-fontäner av arkitekten och skulptören Pietro Lombardi. Syftet med dessa fontäner var att de skulle avspegla respektive riones särskilda karaktär. För Fontanina delle Tiare skulpterade Lombardi fyra påvliga tiaror och sex Petrus-nycklar; från nycklarna rinner vattnet ner i tre tråg.

## Bilder
| - Fontanina delle Tiare. |